# Línea Durand

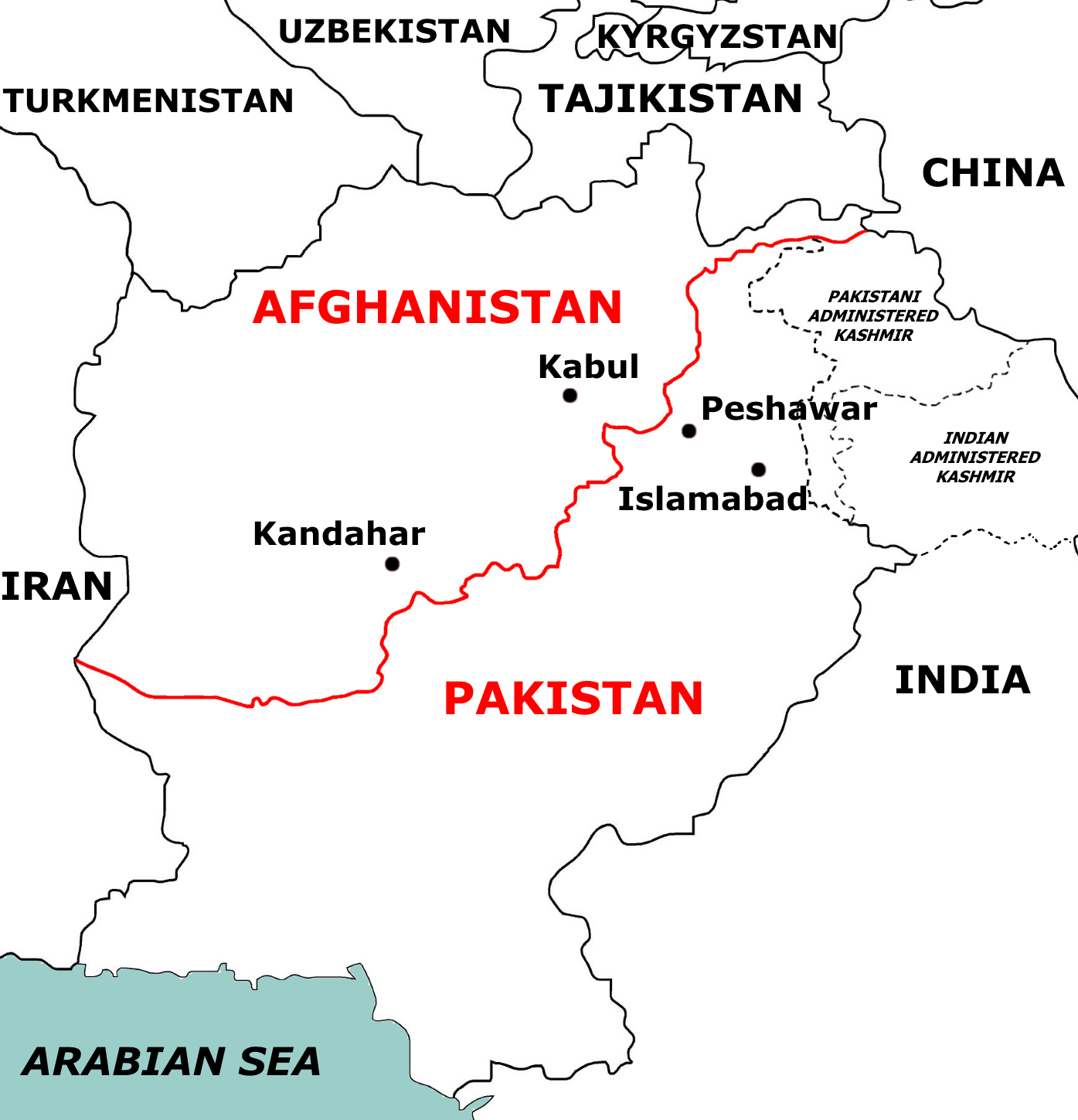
Línea Durand, frontera entre Afganistán y Pakistán (en rojo)

La Línea Durand forma la frontera de 2670 km entre Afganistán y Pakistán, un límite internacional cuyos extremos van de Irán a China.
Fue establecida el 12 de noviembre de 1893 como frontera entre la India británica, controlada por Gran Bretaña, y el Emirato de Afganistán por sir Henry Mortimer Durand, secretario de asuntos exteriores del gobierno británico en la India, y el emir Abdur Rahman Khan, quien gobernaba desde Kabul, para fijar sus áreas de influencia y mejorar sus relaciones comerciales y diplomáticas.
Establecida hacia el final del Gran Juego  británico-ruso, la línea resultante estableció a Afganistán como una zona de amortiguamiento entre los intereses británicos y rusos en la región.
La línea atravesaba áreas tribales de pastunes que los afganos consideraban parte de su territorio y el Baluchistán, dividiendo a los pastunes, baluchíes y otros grupos étnicos que vivían a ambos lados de la frontera. Desde una perspectiva geopolítica y geoestratégica, ha sido descrita como una de las fronteras más peligrosas del mundo.
Aunque la Línea Durand es reconocida internacionalmente como el límite occidental de Pakistán, permanece en gran parte sin reconocer en Afganistán. Esta línea dividía por la mitad un territorio dominado por los pastunes y conocido como Áreas Tribales bajo Administración Federal (FATA, en inglés)